# 岩美町立岩美中学校
岩美町立岩美中学校（いわみちょうりつ いわみちゅうがっこう）は、鳥取県岩美郡岩美町浦富にある公立中学校。

## 沿革
出典：
統合前
- 1947年（昭和22年） - 浦富・本庄・東・田後4ヶ村組合立浦富中学校、大岩・網代村組合立東因中学校、岩井町立岩井中学校、小田村立二上中学校、蒲生村立蒲生中学校が開校。
- 1954年（昭和29年）7月1日 - 町村合併により岩美町が発足、浦富中を岩美中と改称、その他の中学校はそれぞれ岩美町立となる。

統合後
- 1958年（昭和33年）4月 - 岩美（旧）・東因・岩井の3中学校を統合し、新しい岩美中学校を設置する。
- 1979年（昭和54年）4月 - 蒲生・二上の2中学校を統合。
- 2009年（平成21年）8月 - 新校舎が完成し移転。

## 部活動

### 運動部
- 陸上競技部
- 駅伝部（夏、秋のみ）
- 柔道部（現在廃部中）
- 剣道部（現在廃部中）
- 軟式野球部
- 弓道部
- ソフトテニス部
- 卓球部
- 羽球部（女子のみ）
- バレーボール部
- バスケットボール部

### 文化部
- 吹奏楽部
- 美術部
- 華道部
- 茶道部

## 校区
- 岩美町立岩美西小学校、岩美町立岩美北小学校、岩美町立岩美南小学校[4]

## 交通
- 西日本旅客鉄道（JR西日本）山陰本線岩美駅より約500m
- 日本交通岩美岩井線、岩美町営バス田後・陸上線、小田線：「岩美町役場」より約400m